# Savage 2: A Tortured Soul
Savage 2: A Tortured Soul (с англ. — «измученная душа») — компьютерная игра в жанре фэнтези и научной фантастики, сочетающая в себе элементы шутера от первого лица, стратегии в реальном времени и action RPG. Savage 2 — сиквел Savage: The Battle for Newerth (англ. Savage: The Battle for Newerth) — была официально выпущена 16 января 2008 года. Игра официально бесплатная, с возможностью покупки платных аккаунтов, за $9,99 расширяющих возможности игроков.

## Игровой процесс

### Команды
В Savage 2 люди играют против зверей. Можно играть за командира — тогда игра приобретает вид традиционной стратегии реального времени, нужно возводить здания (в том числе точки возрождения игроков помимо командного центра), отдавать приказы другим игрокам и управлять рабочими (их может быть не более трёх). Команда выбирает своего командира самостоятельно, а в конце игры можно оценить его, и таким образом формировать рейтинг. Соответственно, кроме одного командира в команде есть обычные юниты. Ими управляют отдельные игроки — каждый одним (но при каждом перерождении можно выбрать другой юнит), это похоже на 3D-шутеры. Есть юниты разных классов, у всех у них разный вид и разная цель. Есть гигантские юниты для разрушения зданий противника, например. А есть, наоборот, мобильные, быстро передвигающиеся юниты. На протяжении игры юниты получают опыт и новые уровни. Полученные очки можно тратить на улучшение собственных способностей — силы, интеллекта, ловкости и выносливости. Также за уничтожение зданий и устройств и за убийство противника игрокам начисляется золото, за которое можно покупать временные (которые можно использовать один раз), либо постоянные (которые нельзя использовать, но они действуют пассивно) бонусы. Начисляемое золото можно пожертвовать в «кошелёк» команды, из которого командиру выдаётся золото на постройку зданий или наём рабочих.

### Ресурсы
Единственный ресурс в игре — золото. Оно добывается на соответствующих шахтах, и каждый игрок, управляющий юнитом, может либо тратить золото на покупку вещей для своего инвентаря, либо жертвовать на нужды команды, для использования командиром.

## Отзывы
| Сводный рейтинг | Сводный рейтинг |
| Агрегатор       | Оценка          |
| --------------- | --------------- |
| GameRankings    | 77,10 %         |